# Don't You Want Me
Pour la chanson homonyme de Felix, voir Don't You Want Me (chanson de Felix).
Singles de The Human League
Open Your Heart
(1981) Being Boiled
(1982)
Pistes de Dare
Open Your Heart
(9)
Don't You Want Me est une chanson du groupe britannique The Human League, issu de leur 3e album Dare. C'est leur plus grand succès commercial à ce jour : numéro 1 de Noël 1981 au Royaume-Uni, ses 1 560 000 ventes en font le 23e plus gros succès de l'histoire des singles UK. Il a aussi été 1er aux États-Unis, au Billboard Hot 100, pendant 3 semaines en juillet 1982.
En France, Don't You Want Me se vend à 321 000 exemplaires.

## Utilisation à la radio
- La chanson a été utilisée comme générique de l'émission de Jean-Yves Lafesse, Lafesse merci, sur la radio Carbone 14.

## Utilisation dans des films
- Dans Ocean's Thirteen (2007), la chanson apparaît en sonnerie du téléphone portable du personnage joué par Brad Pitt (Rusty).
- Dans The Secret Life of Walter Mitty (2013), Ben Stiller se voit contraint de chanter cette chanson lors d'un karaoké.

## Utilisation à la télévision
- C'est une des chansons principales de Ashes to Ashes (BBC, 2008), série se passant en 1981.
- Elle est utilisée dans plusieurs séries américaines : Will et Grace (épisode Marry Me a Little, Marry Me a Little More), CSI (épisode All In), Nip/Tuck (cinquième saison),GLOW (épisode Rosalie)
- Elle est reprise dans le 14e épisode de la saison 2 Blame it on the Alcohol de Glee par Lea Michele et Darren Criss.
- Elle est chantée par Reace Shearsmith dans l'épisode 4 de la troisième saison de Inside no 9 (BBC).

L'amour à l'italienne téléfilm de type comédie musicale.

## Classements et certifications
| Classement (1981–1982)                 | Meilleure position |
| -------------------------------------- | ------------------ |
| Afrique du Sud (Springbok Radio)       | 2                  |
| Allemagne (Media Control AG)           | 5                  |
| Australie (Kent Music Report)          | 4                  |
| Belgique (Flandre Ultratop 50 Singles) | 1                  |
| Belgique (Flandre VRT Top 30)          | 1                  |
| Canada (50 Singles)                    | 1                  |
| Espagne (AFYVE)                        | 4                  |
| États-Unis (Billboard Hot 100)         | 1                  |
| États-Unis (Cash Box)                  | 1                  |
| États-Unis (Hot Dance Club Play)       | 3                  |
| États-Unis (Top Tracks)                | 4                  |
| France (SNEP)                          | 13                 |
| Irlande (IRMA)                         | 1                  |
| Italie (FIMI)                          | 10                 |
| Norvège (VG-lista)                     | 1                  |
| Nouvelle-Zélande (RMNZ)                | 1                  |
| Pays-Bas (Nederlandse Top 40)          | 5                  |
| Pays-Bas (Single Top 100)              | 6                  |
| Royaume-Uni (UK Singles Chart)         | 1                  |
| Suède (Sverigetopplistan)              | 3                  |
| Suisse (Schweizer Hitparade)           | 4                  |

| Classement (1995)              | Meilleure position |
| ------------------------------ | ------------------ |
| Japon (Oricon)                 | 100                |
| Royaume-Uni (UK Singles Chart) | 16                 |

| Classement (2014)              | Meilleure position |
| ------------------------------ | ------------------ |
| Écosse (OCC)                   | 1                  |
| Royaume-Uni (UK Singles Chart) | 19                 |

| Classement (1982)                | Position |
| -------------------------------- | -------- |
| Afrique du Sud (Springbok Radio) | 16       |
| Australie (Kent Music Report)    | 37       |
| Belgique (Flandre Ultratop 50)   | 31       |
| Canada (Top 100 Singles)         | 8        |
| États-Unis (Billboard Hot 100)   | 6        |
| États-Unis (Cash Box)            | 6        |
| Italie (FIMI)                    | 33       |
| Pays-Bas (Nederlandse Top 40)    | 49       |
| Pays-Bas (Single Top 100)        | 66       |
| Royaume-Uni (UK Singles Chart)   | 1        |

| Classement (1980–1989)         | Position |
| ------------------------------ | -------- |
| Royaume-Uni (UK Singles Chart) | 5        |

| Classement                     | Position |
| ------------------------------ | -------- |
| Royaume-Uni (UK Singles Chart) | 23       |

| Pays              | Certification | Date             | Ventes    |
| ----------------- | ------------- | ---------------- | --------- |
| Canada (CRIA)     | Platine       | 1er août 1982    | 10 000    |
| États-Unis (RIAA) | Or            | 26 juillet 1982  | 500 000   |
| Royaume-Uni (BPI) | Platine       | 1er janvier 1982 | 1 560 000 |